# Virtuele assistent
Een virtuele assistent (soms ook wel een spraakassistent) is een softwareprogramma die door middel van spraakherkenning taken of diensten kan uitvoeren voor de gebruiker. Het doel hiervan is om een intuïtieve koppeling te bieden tussen een gebruiker en een systeem of apparaat, zodat opdrachten of zoekopdrachten "menselijker" kunnen zijn.
Vanaf circa 2012 werden dergelijke toepassingen voornamelijk gebruikt op smartphones met de besturingssystemen iOS en Android. Vanaf 2014 kwamen er slimme speakers op de markt met een ingebouwde virtuele assistent.

## Mogelijkheden
Via een virtuele assistent is het mogelijk om informatie op te vragen over het weer, sportuitslagen, recepten, en om afspraken in een agenda te zetten of het instellen van een herinnering. Ook kan er opdracht worden gegeven voor bepaalde acties, zoals het afspelen van muziek of video, of het opstarten van een toepassing.

## Techniek
Voordat een taalkundige invoer door de gebruiker kan worden gemaakt, moet deze eerst worden herkend en begrepen. Spraakherkenning en parseralgoritmen worden hiervoor gebruikt. Een herkende opdracht wordt vervolgens overgedragen naar de overeenkomstige toepassing. Het doel van de techniek is om een naadloze taaldialoog tussen mens en machine te creëren. Voor een snelle reactie worden de meeste gegevens verwerkt op servers van de aanbieder en hiervoor is een internetverbinding noodzakelijk.

## Voorbeelden
Enkele voorbeelden van persoonlijke of virtuele assistenten zijn:
- Amazon Alexa
- Apple Siri
- Google Assistant
- Microsoft Cortana
- Samsung Bixby

### Science-fiction
Voorbeelden van virtuele assistenten in sciencefiction zijn:
- Samantha in de film Her (2013)
- Cortana in de Halo-spelserie
- Jarvis & Friday van Iron Man in het Marvel Cinematic Universe
- Veronica van Hulkbuster (Iron Man) en oorspronkelijk ook Ultron in Avengers: Age of Ultron
- Karen in Spider-Man: Homecoming
- EDITH in Spider-man: Far From Home
- computerstem in de serie Star Trek
- HAL 9000 in de film 2001: A Space Odyssey (1968)

## Beveiliging
In 2018 publiceerden onderzoekers van de Universiteit van Californië - Berkeley een paper die een techniek demonstreert waarbij voor de mens onhoorbare audiocommando's verwerkt kunnen worden in muziek of gesproken tekst, en daarbij virtuele assistenten kunnen manipuleren tot het uitvoeren van bepaalde instructies zonder medeweten van de gebruiker. De onderzoekers maakten kleine aanpassingen in muziekbestanden, die het mogelijk maken om telefoonnummers te bellen, websites te openen, en zelfs geldbedragen over te maken.

## Andere betekenis
NS noemt haar chatbot Jens (zonder spraak) haar virtuele assistent.